# 格爾永訥河
46°15′43″N 6°58′24″E / 46.261914°N 6.973254°E

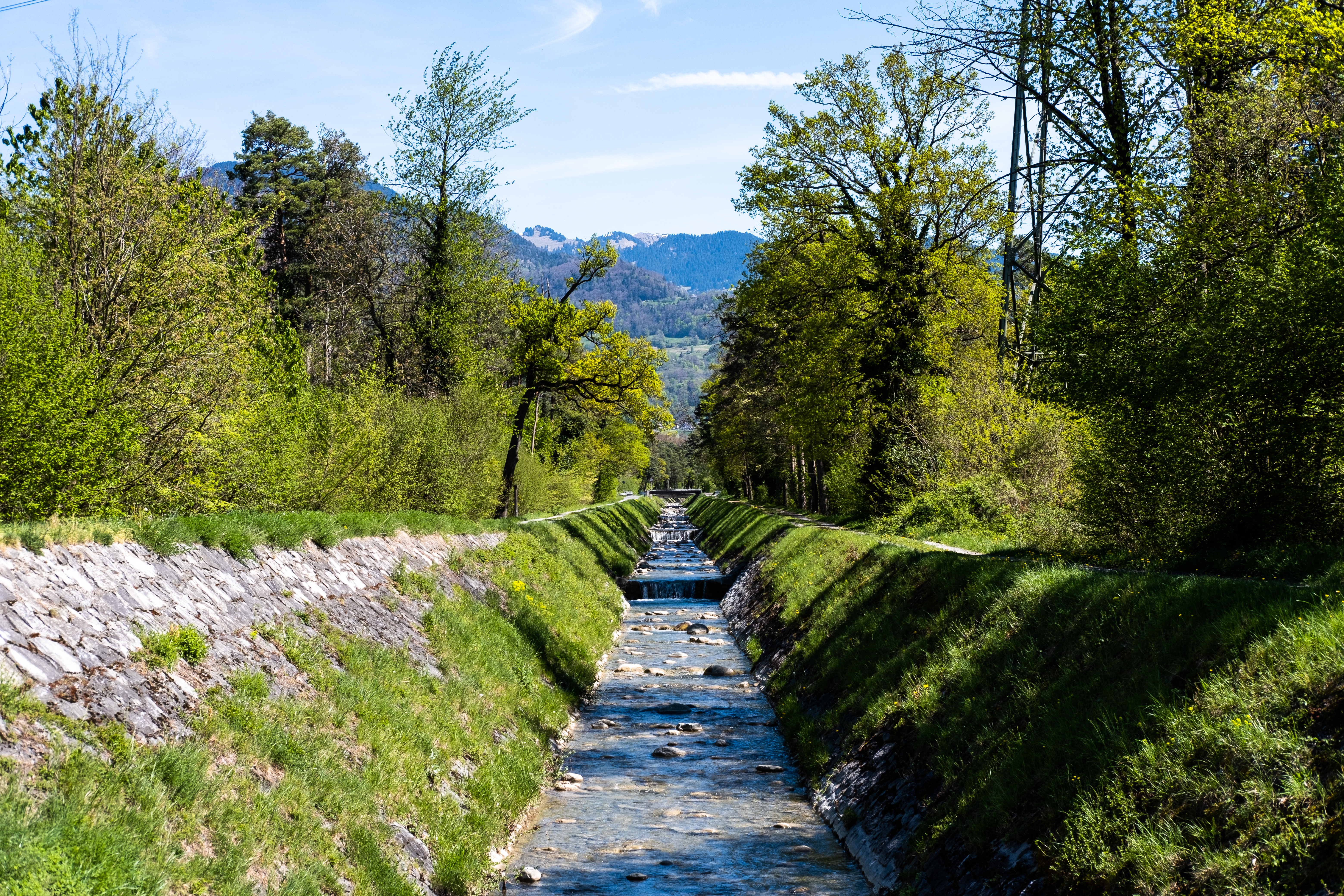

格爾永訥河是瑞士的河流，位於該國西部，流經沃州，屬於羅訥河的右支流，處於迪亞布勒雷峰地區，河道全長15公里，流域面積37平方公里。